# Gloria (marca)
Gloria es una marca peruana de alimentos, destacándose por sus productos lácteos. La opera Gloria Foods S.A., una empresa subsidiaria del grupo homónimo.

## Historia

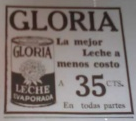
El diseño distintivo en un anuncio de 1929.

El logo de Gloria.

La marca Gloria fue registrada por primera vez por la empresa Mohawk Condensed Milk Co. de Nueva York, EE. UU.; una subsidiaria de General Milk Company Inc. en 1906, poco después surgió la primera versión del clásico logotipo de la cabeza de vaca sobre un clavel bajo el texto GLORIA estilizado, inicialmente en un tipo de letra delgada y serifada.
La comercialización en el Perú de la Leche Evaporada Gloria se inició en el primer lustro de la década de 1920, inicialmente importada de Nueva York y distribuida por la casa comercial Berckemeyer.
Luego de varios años de haber aperturado exitosamente su primera planta de leche evaporada fuera de EE. UU. en Normandía, Francia (1929); el 5 de febrero de 1941 se constituyó en el Perú la empresa Leche Gloria S.A. por accionistas de la General Milk Company Inc. y la familia Berckemeyer, que se encargaría de la parte logística. Ese mismo año se instaló la planta industrial en Arequipa y se inició la fabricación del producto el 4 de mayo de 1942.

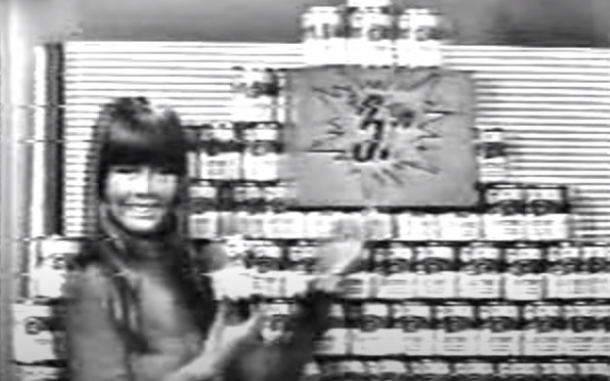
Una torre de latas Gloria en un promocional de 1968.

En 1978 Leche Gloria S.A. cambió su denominación social a Gloria S.A. Más adelante se convierte en conglomerado.
En 1985 la multinacional Nestlé de Suiza retiene los derechos de la marca tras la compra de la matriz Carnation Company. En 1986 el Estado revocó los derechos. En el mismo año los hermanos Vito y Jorge Rodríguez Rodríguez consiguen la mayoría de las acciones poseídas por la familia Berckemeyer de ese entonces.
En 1994 la organización compró Industrial Derivados Lácteos para el procesamiento de leche ultrapasteurizada.
En el año 2000, tras el gobierno de Alan García, se permitió la producción de productos derivados de la leche. Uno de ellos fue el producto Pura Vida. Más adelante se fabricaron nuevas marcas como Bonlé y Bella Holandesa. Gracias a la estrategia comercial, Gloria consigue el mercado de alimentos para pobladores de bajos recursos.
En 2002, el convertido Grupo Gloria construyó la planta de evaporación de Majes. En 2014 la planta tuvo que renovarse ante las secuelas del terremoto de ese año.
Desde los años 2010, se incluyó a Gloria al Programa Nacional de Alimentación Escolar Qali Warma.
En 2014 Gloria es la empresa con mayor reputación en el Perú acorde a RepTrak Pulse.
En febrero de 2018, la empresa retomó la razón social de Leche Gloria S.A. después de 40 años.

## Composición y variantes
El producto original está producido por leche entera que incluye el emulsificante (lecitina de soya), los estabilizantes ortofosfato-disódico (SIN 339ii), carragenanos (SIN 407) y vitaminas A, C y D. También se añaden variantes como:
- Sin lactosa o Deslactosada, con enzima de lactasa y maltodextrina de maíz.[14]
- Versiones UHT
- Super Light y Light, con una ínfima cantidad de grasa animal.[14]
- Niños Kids, con azúcar blanco, polidextrosa, vitaminas del complejo B, entre otros.[14]

## Controversias
Con más de dos mil ganaderos afiliados en 2007, Gloria es acusada de monopolizar y manipular el mercado de la leche. Según Javier Valera, directivo de la Asociación de Ganaderos Lecheros del Perú, Gloria ocupó el 80 % de la producción en 2017. El congresista Richard Arce acusó a la productora de subir los precios. Según el diario Ojo Público, hubo 10 casos de consumidores que demandaron a la empresa, de los que solo dos fueron procesados.
En 2017 tras la prohibición de importar Pura Vida a Panamá, por imprecisiones en el etiquetado se tomaron medidas para la comercialización de algunas variantes. Esta decisión fue duramente criticada por periodistas y expertos. El periodista Federico Salazar afirma que "quitar del mercado estos productos, sin que haya habido fraude alguno o hallazgo de un tóxico en el contenido, es un atentado brutal contra la economía de la gente".
En relación con el uso de la carragenina en los productos lácteos, la ministra de Salud en Perú, Patricia García, aclaró que la OMS y la FAO evalúan periódicamente los índices de aditivos alimenticios y que ese aditivo "es un producto natural que se extrae de las algas", por lo que ingerir en pequeñas cantidades es inocuo.
En 2025, Gloria fue multada en Colombia con 2.2 millones de dólares al detectarse que se había utilizado un aditivo prohibido en la leche, el lactosuero (derivado del queso).

## La marca Gloria fuera de Perú
Perú es el país donde la marca Gloria tuvo mayor reputación, según RepTrak, desde su presentación en los años 1940, al punto de ser uno de los pocos países donde aún se mantiene vigente y en el cual logró un importante nivel de diversificación y creación de valor. A 2019 los hermanos Vito y Jorge Rodríguez son los propietarios del conglomerado Grupo Gloria con 60 empresas conformadas dentro de él.
Tras la formación del Grupo Gloria, su sucursal Holding Alimentario del Perú es propietaria de la marca Gloria en el territorio peruano y en otros países como Estados Unidos, a los cuales exporta sus productos.
Luego de la adquisición de Carnation Company en 1985, Nestlé se convirtió en la propietaria global de la marca, manteniéndose como tal hasta la fecha. Con excepción de Bolivia, en todos los demás mercados se emplean desde la década de 1980, logotipos totalmente distintos de la base original que aún se utiliza en Perú.
Otros países donde Nestlé no posee propiedad sobre la marca Gloria son:
- Francia: La marca es propiedad de MOM Group SAS (antes Montblanc SAS), que la adquirió a Nestlé en 2006.
- Brasil: Producida por Quatá Alimentos Ltda.
- Colombia: Producida por Gloria Colombia Ltda.